# 이발사의 첫사랑
《이발사의 첫사랑》은 2003년 10월 17일에 MBC에서 방영한 베스트극장이다.

## 줄거리
남숙은 서울 변두리 이발소의 이발사인데, 털털한 성격에 외모도 평범하고 이발 기술도 그저 그런데도 이상스럽게 이발소엔 손님이 넘쳐난다. 손님들에게 툭툭 던지는 몇 마디의 말들이 삶에 지친 남자들에겐 뜻밖의 위안되기 때문이다. 17살의 미애는 온갖 말썽을 피우고 가출을 밥먹듯하며 살아왔지만 사실은 속이 여린 아이다. 이제는 집으로 돌아가고 싶지만 부모는 그런 딸에게 질려 정을 끊은 지 오래다. 남숙의 이발소 앞을 지나다 우연찮게 물벼락을 뒤집어쓰고 남숙과 싸움을 벌이는데, 이를 계기로 보조 이발사로 취직한다.
태수는 발길 닿는 데로 이리저리 떠돌다 잊을 만 하면 다시 나타나지만 남숙은 그런 태수를 내치지 못한다. 남숙에게 태수는 첫 정이었고 한 번 준 정은 쉽게 버리지 못하는 남숙의 성격 탓이었다. 몇 달만에 다시 나타난 태수는 이제는 맘잡고 성실하게 살거라 다짐을 하며 또다시 남숙의 마음을 헤집어 놓는다. 남숙은 그런 태수를 또 믿지만 태수는 남숙이 모아놓은 돈을 가지고 도망간다. 배신감에 치를 떨던 남숙은 태수가 흘린 몇 마디를 단서로 태수의 고향집을 찾아간다. 하지만 총각인 줄로만 알았던 태수는 고향에 처자가 있는 유부남이다.

## 등장 인물

### 주요 인물
- 이주희 : 남숙 역
- 고호경 : 미애 역
- 박순천 : 태수의 아내 역
- 전현 : 태수 역

### 그 외 인물
- 이인철
- 이상철
- 공재원
- 한춘일
- 염재욱
- 오협
- 최자혜
- 신동미
- 강보라
- 김태현
- 정승재
- 윤희주
- 이지수
- 양현태
- 윤유선
- 윤주상
- 이경원
- 주부진
- 최재형
- 신동호
- 방준희
- 유승호
- 김학준